# Thunderstruck
«Thunderstruck» es la primera canción del álbum The Razors Edge, de AC/DC publicado en 1990.
La canción llegó a posicionarse en el quinto puesto del Mainstream Rock Tracks de Billboard en los Estados Unidos. Fue lanzada como sencillo en Alemania, Japón y Australia. Esta canción es uno de los mayores éxitos de la banda australiana. Es la única canción que después del disco For Those About to Rock (We Salute You) que la banda toca en sus directos, aparte de las canciones del nuevo disco, Black Ice.

## Origen del nombre
Angus Young comentó: «Empezó con un pequeño riff que toqué en la guitarra. Se lo mostré a Malcolm (Young) y dijo 'Oh, tengo un buen ritmo que puede quedar muy bien con eso'. Construimos la canción a partir de eso... Fue solo cosa de encontrarle un buen título. Comenzamos a pensar en eso del trueno (Thunder) y parecía quedar bien. AC/DC = Poder. Esa es la idea».

## Vídeo musical
El vídeo fue grabado dirigido por David Mallet y filmado en la Academia Brixton de Londres, el 17 de agosto de 1990. A los miembros de la audiencia se les regaló una camiseta que decía «AC/DC - I was thunderstruck», al frente, y la fecha por detrás. Esas camisetas fueron utilizadas por toda la audiencia durante la grabación.

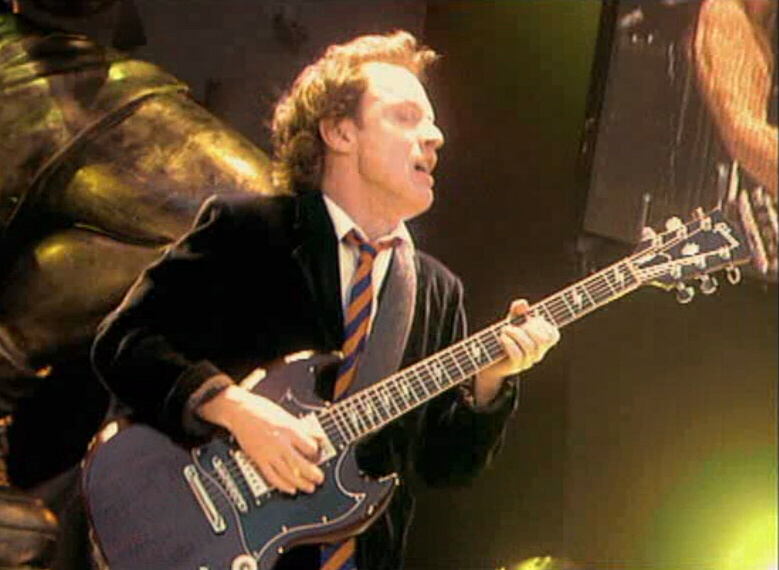
Angus Young en Alemania en el 2001.

## Versiones
- En 2002, el dúo de hardhouse Blizzard Brothers Inc. realizó su versión remezclada llegando a ocupar el número 30 en la lista de sencillos de Australia.[3]
- En 2008, la banda estadounidense de hard rock Hinder incluyó su versión a modo de bonus track en su álbum Take It to the Limit.[4]
- En 2009, el músico alemán David Garrett grabó su versión para su álbum homónimo.[5]
- La banda de metal industrial Ministry incluyó su versión en el álbum Every Day Is Halloween: The Anthology editado en 2010.[6]
- El dúo croata 2Cellos incluyó su versión en el álbum Celloverse lanzado en 2015.[7]
- En 2023, la versión original se usó en Super Mario Bros.: La película cuando Mario, Peach y Toad construyen sus karts.

También hay una versión country

## Posicionamiento en listas y certificaciones
| Lista (1990–2012)                       | Mejor posición |
| --------------------------------------- | -------------- |
| Alemania (Media Control Charts)         | 21             |
| Australia (ARIA)                        | 4              |
| Austria (Ö3 Austria Top 40)             | 35             |
| Bélgica (Flandes) (Ultratop 50)         | 4              |
| Canadá (RPM Top Singles)                | 20             |
| Dinamarca (Tracklisten)                 | 29             |
| España (Top 100 Canciones)              | 34             |
| Estados Unidos (Mainstream Rock Tracks) | 5              |
| Finlandia (Suomen virallinen lista)     | 1              |
| Francia (SNEP)                          | 45             |
| Irlanda (IRMA)                          | 5              |
| Nueva Zelanda (Recorded Music NZ)       | 3              |
| Países Bajos (Dutch Top 40)             | 6              |
| Reino Unido (UK Singles Chart)          | 13             |
| Suecia (Sverigetopplistan)              | 8              |
| Suiza (Schweizer Hitparade)             | 16             |

| País           | Organismo certificador | Certificación | Ref.   |
| -------------- | ---------------------- | ------------- | ------ |
| Australia      | ARIA                   | 2× Platino    | [ 24 ] |
| Estados Unidos | RIAA                   | Platino       | [ 25 ] |